# Gwangju World Cup Stadium
Lo Gwangju World Cup Stadium (cor. 광주월드컵경기장, ingl. Guus Hiddink Stadium) è il nome con cui è attualmente noto lo stadio sudcoreano inaugurato come Gwangju World Cup Stadium, nella omonima città di Gwangju.
Il nome fu dato in onore dell'allenatore di calcio olandese Guus Hiddink, dopo che questi ebbe condotto la nazionale sudcoreana alle semifinali del campionato del mondo 2002 in Corea del Sud e Giappone.
Lo stadio fu costruito nel settembre del 2001 con il nome di Gwangju World Cup Stadium, poiché era stato costruito per ospitare alcuni incontri dei Mondiali del 2002. Esso ha una capacità di 44 118 persone e la sua costruzione è costata circa 136 milioni di euro. Durante i mondiali del 2002 per la prima volta la nazionale sudcoreana non fu eliminata al primo turno, arrivando agli ottavi di finale dove non si fermò ancora, superando la nazionale italiana. Arrivati ai quarti di finale, la Korea Football Association annunciò che se la Corea del Sud avesse sconfitto la Spagna ai quarti di finale, lo stadio dove si sarebbe svolta la partita sarebbe stato ridenominato in onore di Hiddink.
Dopo che la Corea del Sud sconfisse la Spagna per 5-3 ai calci di rigore, come annunciato dalla federazione sudcoreana, lo stadio cambiò nome.

## Mondiali di calcio 2002
- Spagna -  Slovenia 3-1 (gruppo B) il 2 giugno
- Cina -  Costa Rica 0-2 (gruppo C) il 4 giugno
- Spagna -  Corea del Sud 0-0 (3-5 rig.) (Quarti di Finale) il 22 giugno